# Список радянських висловів
| Вислів                                              | Російською                                           | Примітки |
| --------------------------------------------------- | ---------------------------------------------------- | --- |
| В СРСР сексу нема                                   | В СССР секса нет                                     | викривлена цитата висловлювання радянської учасниці телемосту Ленінград—Бостон записаного 28 червня 1986 року |
| Жити стало краще, жити стало веселіше               | Жить стало лучше, жить стало веселее                 | поширений варіант слів Сталіна, виголошених 17 листопада 1935 року на Першій всесоюзній нараді робітників та робітниць-стахановців |
| За батьківщину, За Сталіна!                         | За родину, за Сталина!                               | |
| Світу — мир!                                        | Миру — мир!                                          | популярний радянський лозунг; у радянській пресі утвердився з травня 1951 року |
| Росія — батьківщина слонів                          | Россия — родина слонов                               | вислів походить із анекдотів, що висміювали спроби викривити історію наукових відкриттів з метою політичної пропаганди у СРСР |
| Наша відповідь Чемберлену                           | Наш ответ Чемберлену                                 | гасло радянської пропаганди, що з'явилося в зв'язку із нотою британського уряду радянському від 23 лютого 1927 року, де містилася вимога припинити «антианглійську пропаганду» та військову підтримку гоміньданівського уряду в Китаї. Вживається щодо різноманітних дій, які претендують бути гідною реакцією на дії суперника |
| Спасибі товаришу Сталіну за наше щасливе дитинство! | Спасибо товарищу Сталину за наше счастливое детство! | лозунг, що виник у 1936 році |
| Сумбур замість музики                               | Сумбур вместо музыки                                 | редакційна стаття в газеті «Правда» від 28 січня 1936 року про оперу Дмитра Шостаковича |
| За царицю полів — піхоту!                           | За царицу полей — пехоту!                            | фраза, яку проголосив у своїй промові Йосип Сталін на бенкеті в честь випускників воєнних училищ 5 травня 1941 року |
| Нетрудові прибутки                                  | Нетрудовые доходы                                    | вираз із негативним відтінком, який вживався у СРСР на позначення непідконтрольної державі економічної активності громадян: перепродажу з націнкою, кустарного та підпільного виробництва |
| Ворог народу                                        | Враг народа                                          | в СРСР — штамп сталінської пропаганди й ідеології для позначення політичних супротивників |
| Інтернаціональний обов'язок                         | Интернациональный долг                               | термін, що використовувало керівництво СРСР, вводячи свої війська для придушення повстань або забезпечення переходу влади до комуністів під гаслами відбиття зовнішньої агресії |
| Рибний день                                         | Рыбный день                                          | день тижня, в який м'ясна їжа частково або повністю замінюється рибною. У СРСР таким був четвер |
| Хрущовська відлига                                  | Хрущёвская оттепель                                  | неофіційна назва періоду історії СРСР, що розпочався після смерті Й. Сталіна і тривав у перший період правління Хрущова; термін «відлига» ввів до вжитку письменник Ілля Еренбург, який є автором повісті «Відлига» |
| Поїхали!                                            | Поехали!                                             | фраза, яку вимовив Юрій Гагарін під час старту корабля «Восток» 12 квітня 1961 року. Вона стала символом космічної ери в СРСР |
| Наша справа права                                   | Наше дело правое                                     | фраза, яку зачитав В'ячеслав Молотов під час своєї промови 22 червня 1941 року |
| А у вас негрів лінчують                             | А у вас негров линчуют                               | походить з анекдоту 1950-1960-х років. Використовується як аргумент, що расизм у США — це гірше за будь-які недоліки соціалізму |
| Дружба народів                                      | Дружба народов                                       | вислів відомий ще з 1840 року, але популяризований в СРСР після Другої світової війни і особливо з 1954 року, коли святкували 300-ліття Переяславської ради. Стверджує про відсутність в соціалістичному світі ворожнечі та нерівності                                                                                          |
| Загниваючий Захід                                   | Загнивающий Запад                                    | ідеологічне кліше, яке зародилося в XIX столітті в Російській імперій, а в подальшому широко застосовувалось радянською пропагандою. Запевняє, що капіталістичний західний світ приречений на поразку через внутрішні вади |
| Художня самодіяльність                              | Художественная самодеятельность                      | аматорське мистецтво, координоване радянською владою. Може вживатися зневажливо на позначення низькоякісної творчості |
| Добровільно-примусово                               | Добровольно-принудительно                            | участь у різних заходах, яка формально є необов'язковою і добровільною, але фактично обов'язкова через загрозу осуду чи покарання |
| Шкідництво                                          | Вредительство                                        | широкий набір дій (або бездіяльності), які завдають шкоди державі. З 1960 року стаття в Кримінальному кодексі, хоча саме поняття шкідництва існувало вже з середини 1920-х. «Шкідництвом» часто пояснювалися різноманітні невдачі комуністичного режиму                                                                         |